# Mount Terry Fox Park
Mount Terry Fox Park är en park i Kanada.   Den ligger i provinsen British Columbia, i den centrala delen av landet, 3 200 km väster om huvudstaden Ottawa. Mount Terry Fox Park ligger 2 189 meter över havet.
Terrängen runt Mount Terry Fox Park är huvudsakligen bergig, men österut är den kuperad. Mount Terry Fox Park ligger uppe på en höjd.Trakten runt Mount Terry Fox Park är nära nog obefolkad, med mindre än två invånare per kvadratkilometer.. Närmaste större samhälle är Valemount, 13,0 km söder om Mount Terry Fox Park.
I omgivningarna runt Mount Terry Fox Park växer i huvudsak barrskog.